# Tiêu cự trần thuật
Tiêu cự trần thuật (tiếng Anh: focalization) Còn gọi là góc độ trần thuật là khâu quan trọng nhất trong tổ chức trần thuật, có vai trò đặt trần thuật vào một phạm vi năng lực ý thức nhất định.
Bản thân tích truyện (cốt truyện, truyện nền) không có vấn đề tiêu cự trần thuật, sự kiện ở đó diễn ra một cách tự nhiên. Mọinghệ thuật biểu hiện đều có vấn đề tiêu cự: điện ảnh, truyền hình, hội họa, nhiếp ảnh, sân khấu, kiến trúc, điêu khắc. Nhưng tiêu cự trong văn học phức tạp nhất.
Thực chất vấn để tiêu cự là năng lực tự hạn chế của quyền lực tự sự nhằm đạt đến hiệu quả nghệ thuật. Tiêu cự tự sự (trần thuật) là một phương pháp thông tin. Phạm vi thông tin do tiêu cự trần thuật quy định tạo thành phạm vi đặc biệt, có nhiều cấp độ.
Phạm vi này có thể mở rộng, thu hẹp, tuỳ theo yêu cầu tạo thành một cái nhìn nghệ thuật có nhiều ý nghĩa.